# ستیز (فیلم ۱۳۵۵)
ستیز فیلمی به کارگردانی عزیزاله بهادری و نویسندگی عزیزاله بهادری و احمد نجیب زاده محصول سال ۱۳۵۵ است.

## خلاصه داستان
امیر و مریم قرار ازدواج می‌گذارند؛ اما اتومبیل مریم به دره سقوط می‌کند و روزنامه‌ها خبر کشته شدن او را منتشر می‌کنند. زری، دختر عموی مریم، که به امیر علاقه دارد، نامه‌هایی را که مریم به امیر می‌نویسد از امیر پنهان و خود را به امیر نزدیک می‌کند. مریم بازمی‌گردد و درمی‌یابد که امیر و زری به هم علاقمند شده‌اند اما امیر پس از اطلاع یافتن از سلامت مریم با او ازدواج می‌کند و چندی بعد صاحب فرزندی می‌شوند. زری با مرد پولداری ازدواج می‌کند و به کمک مباشر او، بهرام، برای تصاحب ثروت همسرش نقشه می‌کشد. شوهر زری بر اثر سکتهٔ قلبی می‌میرد و امیر با شهادت زری، که او را قاتل شوهرش معرفی می‌کند، به زندان می‌افتد. پسر امیر بر اثر تصادف با اتومبیل بینایی خود را از دست می‌دهد، و امیر پس از این که تبرئه می‌شود به خواست زری می‌پذیرد تا در ازای تأمین هزینهٔ مداوای چشمان فرزندش از مریم طلاق بگیرد و با او زندگی کند. بهرام، که خود را مغبون می‌یابد، زری را از پشت بام خانه‌اش به زیر می‌اندازد، و سرانجام مریم و امیر، پس از مداوای چشم فرزندشان، زندگی جدیدی را از سر می‌گیرند.

## بازیگران
- منوچهر وثوق
- هاله
- ثریا حکمت
- نرسی کرکیا
- محمدمیرزا رفیعی
- علی اکبر مهدوی فر
- بانو اسکندری
- فرهاد حمیدی
- اکبر اصفهانی
- عباس مختاری
- احمد قدکچیان
- شهرام ثمینی پور
- خسرو نامجو